# مخطط الرحلة

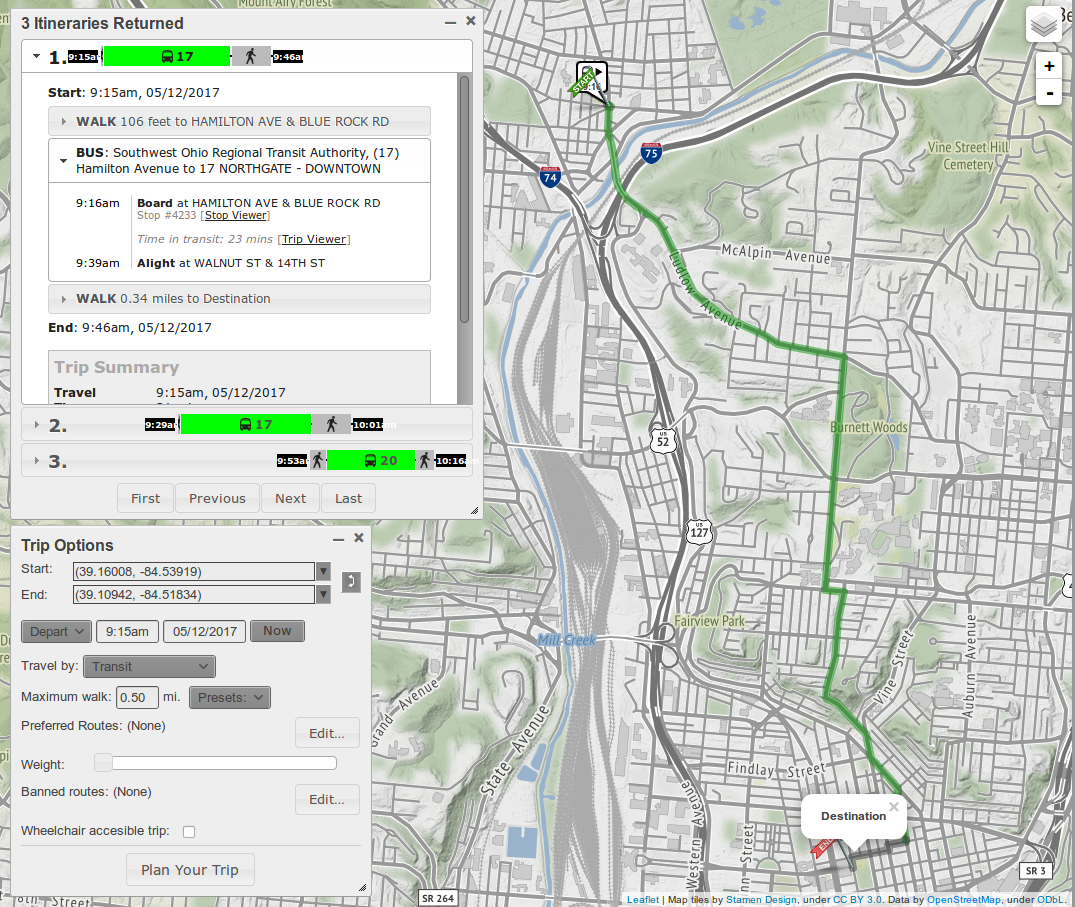

مُخطِط الرحلة أو مُخطِط الطريق هو عبارة عن محرك بحث متخصص في إيجاد أفضل وسيلة للسفر بين موقعين أو أكثر باستخدام أكثر من وسيلة نقل في بعض الأحيان. قد يجري العمل على تحسين عمليات البحث تبعاً لمعايير مختلفة، على سبيل المثال، الأسرع والأقصر والأرخص وبحسب التغييرات الأقل. كما قد تكون هذه المعايير مقيدة أكثر، على سبيل المثال، تحديد وقت معين للمغادرة أو الوصول، لتجنب نقاط طريق معينة. قد تستخدم رحلة واحدة سلسلة من وسائل نقل متعددة، وهذا يعني أن النظام قد يعرف معلومات عن وسائل النقل العام وكذلك عن شبكات النقل الخاص.
يتميز مُخطِط الرحلة في بعض الأحيان عن مُخطِط الطريق، إذ يُعتقد عادةً أن مُخطِط الطريق يستخدم وسائل النقل الخاصة مثل ركوب الدراجات أو قيادة السيارات أو المشي، ويستخدم طريقةً واحدة في كل مرة. بينما يستغل مُخطِط الرحلة أسلوباً واحداً على الأقل للنقل العام ويعمل وفقاً لجداول زمنية منشورة، نظراً لأن خدمات النقل العام لا تغادر إلا في أوقات محددة (على عكس وسائل النقل الخاصة التي يمكنها المغادرة في أي وقت). لذلك، يجب ألا تعثر الخوارزمية على طريق للوجهة فقط، بل عليها أن تسعى إلى تحسينها حتى تقلل من وقت الانتظار الذي يتحمله المسافر. يُستخدم مُخطِط الرحلة في المعايير الأوروبية مثل ترانسمودل بشكل خاص لوصف مخطط الطريق للمسافر لمنع الالتباس مع العملية المنفصلة الخاصة بالتخطيط للرحلات العملية التي ستقوم بها مركبات النقل العام التي تتم فيها هذه الرحلات.
استُخدمت مُخطِطات الرحلات على نطاق واسع في السياحة منذ سبعينيات القرن العشرين من خلال وكلاء الحجز. أدى النمو في شبكة الانترنت وانتشار البيانات الجغرافية المكانية وتطور تقنيات المعلومات بشكل عام إلى التطور السريع للعديد من تطبيقات الخدمة الذاتية أو متصفحات الويب ومخططات الرحلات متعددة الوسائط على الإنترنت مثل تطبيق سيتي مابر وفروم إي تو بي. كوم وخرائط غوغل وأميو ورووم تو ريو.
يمكن استخدام مخطط الرحلات بالتزامن مع أنظمة التذاكر والحجوزات.

## الميزات الأساسية
تشمل مُخطِطات الرحلات على واجهة مستخدم أمامية لجمع متطلبات السفر من المستخدم وتقديم مسارات السفر المقترحة إليه، ومحرك تخطيط الرحلة الخلفي الذي ينفذ الحساب الفعلي لخطط الرحلة المحتملة وترتيب الأولويات بحسب المعايير الأمثل بالنسبة للمستخدم (أسرع، أقل تغييرات، أرخص، وغيرها)، وتقديم مجموعة فرعية لهم لإرضائهم على أكمل وجه. يمكن تشغيل واجهة المستخدم هذه على جهاز طرفي أو كمبيوتر شخصي أو حاسوب لوحي أو جهاز محمول، أو تكون مستندة إلى الكلام وقد تدمج الخرائط وبيانات الموقع بهدف إعطاء تصورات عن الرحلة أو لتبسيط التفاعل مع المستخدم. قد يكون محرك تخطيط الرحلة إما محلياً أو بعيداً، كما قد يكون موحداً (أي تكون جميع البيانات في مساحة بحث واحدة)، أو ذو بنية موزعة (أي تنقسم البيانات الخاصة بمناطق مختلفة بين محركات مختلفة، لكل منها مساحة بحث خاصة بها). تحدد قدرات مُخطِط الرحلة الخلفي ما يمكن تقديمه في واجهة المستخدم، وتحد البيانات المتاحة من قدرات المحرك الخلفي هذا.
تغطي المحركات البسيطة بيانات النقل العام لطريقة واحدة فقط، بينما تغطي محركات الوسائط المتعددة بيانات النقل العام لعدة طرق. أما بالنسبة للمحركات المتقدمة متعددة الوسائط، فقد تتضمن التوجيه عبر الطرق ومسارات المشاة المُستخدمة للوصول إلى محطات النقل العام، وتشمل أيضاً في الوقت ذاته حساب المسارات للسفر بالسيارة الخاصة مما يمكن المستخدم من إجراء مقارنة بين الوضعين العام والخاص. كما يمكن لمخططات الرحلات المتقدمة الاستفادة من البيانات الآنية لتحسين نتائجها، التي قد تكون مزخرفة أو تستخدم تعليقات توضيحية على النتائج مع تقديم معلومات حول الحوادث المعروفة التي قد تؤثر على الرحلة، أو حسابياً أو تستخدم أوقات المغادرة والوصول المتوقعة بشكل ديناميكي من التغذية في الوقت الآني مثل واجهة الخدمة لمعلومات الوقت الآني الخاص باللجنة الأوروبية لتوحيد القياس، بهدف إعطاء خطط أكثر دقة للرحلات الجارية في المستقبل القريب

## لمحة تاريخية

### سابقاً
وُضعت الجداول الزمنية الورقية المصممة للتخطيط اليدوي لرحلات وسائل النقل العام في القرن التاسع عشر، وكان أبرزها ما أنجزه جورج برادشو الذي نشر دليل برادشو، وهو عبارة عن أول تجميع لجداول السكك الحديدية الزمنية في عام 1839، والذي أصبح الدليل النهائي لطرق السكك الحديدية والجداول الزمنية في المملكة المتحدة، إذ جمع البيانات الواردة من مختلف شركات السكك الحديدية في شكل مشترك، وساعدت هذه العملية على إنشاء مجموعة من البيانات الموحدة لنقاط الخدمة والتوقف، وسير عمل مختص بتجميع البيانات بشكل دوري من العديد من موفري الخدمة المختلفين وتحديث مجموعة البيانات، وسوق لمنتجات معلومات السفر. كما وُضعت منشورات مماثلة لبلدان أخرى.
وُضع أساس نظري لتخطيط الرحلة بمساعدة الكومبيوتر في عام 1956 بواسطة خوارزمية إدسغر دبليو. د ديكسترا لإيجاد أقصر المسارات بين العقد في رسم بياني. تنشأ نظرية المخططات بنفسها من وجهة نظر أويلر في مشكلة تخطيط الطرق المعروفة باسم جسور كونيغسبرغ السبعة.

### نظم السلائف
وضعت شركات السكك الحديدية الوطنية مثل بريتش ريل ودويتشه بان وهيئات النقل الرئيسية في لندن أنظمة داخلية لإدارة البيانات الخاصة بالجداول الزمنية المطبوعة ودعم العمليات، في سبعينيات وثمانينيات القرن الماضي. طور مشغلو السكك الحديدية الوطنية نظم الحجوزات والتي تمتلك نفس قدرة مكاتب التذاكر وتجار التجزئة في العثور على الرحلة المتاحة وحجز التذكرة بين المكان الأصل والوجهة.
حدث تطور مستقل في مجال الطيران فيما يتعلق بقدرات التخطيط الإلكتروني للرحل، بدءاً من وقت مبكر بعض الشيء باعتباره جزءاً من تطور أنظمة حجز الخطوط الجوية المعنية بإدارة قوائم أماكن الجلوس في شركات الطيران في الوقت الآني. أطلقت شركة الخطوط الجوية الأمريكية أول أنظمة سايبر هذه في عام 1960، وشملت غيرها مثل أبولو (الخطوط الجوية المتحدة في عام 1972) وغاليلو (جي دي إس) وأنظمة أماديوس التي أنشأتها اتحادات الطيران الأوروبية المختلفة في عام 1987. اعتمدت جميعها على محطات المعالجة العملياتية المتصلة عن بعد وأصبحت تُستخدم على نطاق واسع من قبل وكلاء السفر للعثور على رحلات جوية ورحلات بالقطار والقوارب.

### أنظمة الجيل الأول
طور بعض مشغلي السكك الحديدية الوطنية وهيئات النقل الرئيسية في أواخر الثمانينيات وأوائل تسعينيات القرن الماضي، مُخطِطات رحلاتهم المتخصصة بدعم خدمات استفسار عملائهم. يجري تشغيلها عادة على أجهزة الكومبيوتر الكبيرة ويصل إليها داخلياً الموظفون في مراكز معلومات العملاء. تأتي البيانات من قواعد بيانات الجدول الزمني المستخدمة لنشر الجداول الزمنية المطبوعة وفي إدارة العمليات، كما يمتلك بعضها إمكانيات بسيطة فيما يتعلق بتخطيط الطرق. يعد نظام هاكون لمعلومات الجدول الزمني الذي وضعته الشركة الألمانية في عام 1989، (والذي أصبح الآن جزءاً من شركة سيمنز) مثالاً على هذا النظام، إذ اعتمدته السكك الحديدية الفدرالية السويسرية ودويتشه بان في عام 1989. كما يُعد نظام النقل في لندن «ذا روتس»، والذي استُخدم قبل تطوير المُخطِط عبر الانترنت والذي يغطي جميع خدمات النقل العام في لندن، مثالاً آخر على مُخطِط الرحلة الذي يعتمد المعالجة العملياتية المتصلة، ويشمل قاعدة بيانات كبيرة عن معالم الجذب السياحي والوجهات الشهيرة في لندن.

### نظم الجيل الثاني
طُورت النظم التي يمكن تركيبها وتشغيلها على أجهزة الكومبيوتر الصغيرة وأجهزة الكمبيوتر الشخصية، في تسعينيات القرن الماضي مع ظهور أجهزة الكمبيوتر الشخصية التي تمتلك ذاكرة كافية وقوة معالج مناسبة للقيام بالتخطيط للرحلة (إذ أن تخطيط الرحل مكلف نسبياً من الناحية الحسابية بحسب متطلبات الذاكرة والمعالج). طور إدوارد تالب أول النظم الرقمية لتخطيط رحلات النقل العام في مجال الحواسيب الصغيرة، وهو طالب معلوماتية على كمبيوتر أتاري في جامعة أمستردام. تعاقدت مع إدوارد السكك الحديدية الهولندية بهدف بناء مخطط رحلة رقمية لخدمات القطارات، وبِيع أول مخطط رقمي لرحلات السكك الحديدية الهولندية (على القرص المرن) في عام 1990، وجرى تثبيته على أجهزة الكمبيوتر الشخصية لإجراء المشاورات من دون استخدام الإنترنت. نُشرت مبادئ برنامج إدوارد من خلال ورقة جامعية في عام 1991، وسرعان ما توسع هذا النطاق ليشمل جميع وسائل النقل العامة في هولندا.